# Leo Razzak
Leo Vincent Razzak, född 28 januari 1987 i Umeå, är en svensk föreläsare, skådespelare och social entreprenör som arbetar med företag och samhällskontakter på Fryshuset.

## Biografi
Leo Razzak är uppvuxen i Skogås och i Norsborg. Han har tidigare arbetat som reporter vid P3 Nyheter i Sveriges Radio och har varit radiopratare på SR Metropol och deltagit i SVT-programmet TV-stjärnan. Han var en av initiativtagarna till organisationen Sharafs hjältar där han arbetade som projektledare. Razzak har studerat värdebaserat ledarskap som är en ledarskapsutbildning som konungens stiftelse för ungt ledarskap finansierar.
Razzak håller föredrag om mångfald, integration och identitet kopplat till sin egen bakgrund.
Razzak har en svensk mor och en bengalisk far. Han har nominerats till Stora Talarpriset 2010 och till Årets Affärsnätverkare. Razzak sitter med i styrelsen för insamlingsstiftelsen Polstjärna. Han grundade 2011 projektet Banglabarn. Det är en verksamhet som syftar till att höja levnadsstandarden för personer boende i en by i Bangladesh. Han blev utsedd till nr 15 på Veckans Affärers lista över Sveriges 101 supertalanger 2011. Nyhetsbrevet "CSR i Praktiken" listade honom som nr 9 på deras lista av 2012's 100 påverkare.
Den 8 juli 2013 debuterade Razzak som sommarvärd i Sommar i P1.
Razzak spelar även en av huvudrollerna i serien Torpederna som hade premiär på TV4 den 16 november 2014.

## Filmografi (i urval)
| År         | Titel                      | Roll      | Anmärkning |
| ---------- | -------------------------- | --------- | ---------- |
| 2014–      | Torpederna                 | Nima      | TV-serie   |
| 2015       | Solsidan                   | Chris     | TV-serie   |
| 2017-2019– | Bonusfamiljen              | Sebastian | TV-serie   |
| 2022       | Vuxna människor (TV-serie) | Nalle     |            |